# Eugen Millington-Drake

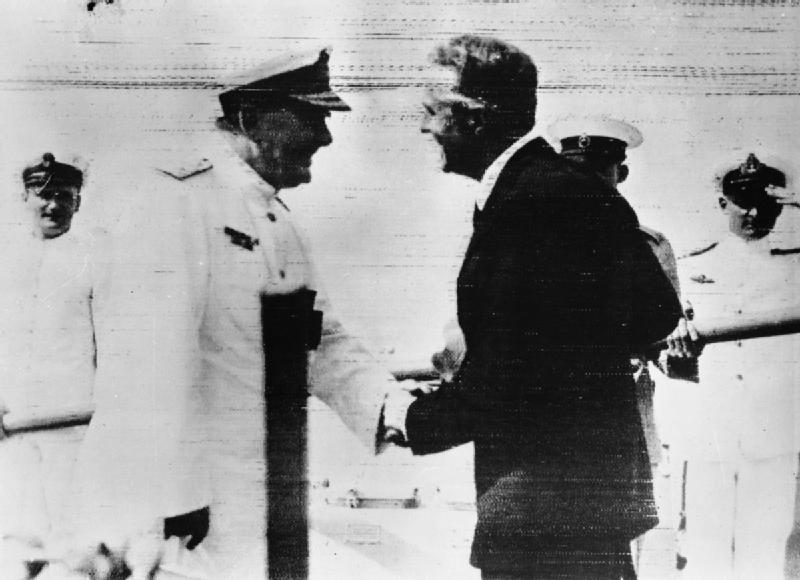
Millington-Drake y el contralmirante Henry Harwood en Montevideo tras la Batalla del Río de la Plata, 3 de enero de 1940.

Eugen John Henry Vanderstegen Millington-Drake (26 de febrero de 1889 - 12 de diciembre de 1972) fue un diplomático británico.
Hijo de Henry Millington-Drake. En 1920 se casó con Effie Mackay, hija del primer Conde de Inchcape. Tuvieron cuatro hijos. 
En 1912 entró el Servicio Diplomático y sus destinos incluyeron a San Petersburgo (1913), Buenos Aires (1915), París (1919-1920), Bucarest (1921-1924), Bruselas (1924-1927), Copenhague (1927-1928), Buenos Aires (1929-1933) y Montevideo (1934-1941). 
En 1936 fue presidente Honorario de la delegación uruguaya a las Olimpiadas del Verano de 1936. Fue designado por el Foreign Office como representante Principal del Consejo Británico en América Hispana entre 1942 y 1946. En 1948 fue presidente del Comité de Recepción de la XIV Olimpíada de Londres. Fue Vicepresidente del Consejo la India Real, Pakistán y la Sociedad de Ceilán, visitando el Este en misiones culturales entre 1949 y 1950. En 1952 y 1953 dictó conferencias en África, Madagascar, Mauricio y Reunión.

## Vinculación conUruguay
La vinculación de Millington-Drake con Uruguay fue intensa, principalmente debido a que ocupaba el cargo de embajador británico en el momento de la Batalla del Río de la Plata en 1939. Las gestiones de Millington-Drake ante el gobierno uruguayo fueron decisivas para que se obligara al buque alemán Admiral Graf Spee a retirarse del puerto de Montevideo. Posteriormente, Millington-Drake escribiría un relato de los hechos titulado The Drama of Graf Spee and the Battle of the Plate: A Documentary Anthology, 1914-1964.
Millington-Drake participó activamente en la vida social y cultural de Montevideo. El 9 de marzo de 1934 reunió a un grupo de personalidades uruguayas y británicas vinculadas al ambiente cultural en la sede de la Federación Rural del Uruguay para plantearles la propuesta de formar un Instituto Cultural Anglo Uruguayo destinado, básicamente, a la enseñanza del idioma inglés. La idea cristalizó y el instituto fue inaugurado oficialmente el 29 de abril de ese mismo año. La institución comenzó sus actividades en la misma sede de la Federación Rural y fue sumamente exitosa.
Asimismo, ayudó con recursos financieros y técnicos a los hermanos Alberto y Jorge Márquez Vaeza, de apenas 29 y 22 años, a fundar el 20 de noviembre de 1936 la compañía aérea Pluna.
En 1946 fue distinguido con el título de doctor honoris causa, que otorga la Universidad de la República.
Una calle y una plazoleta de Montevideo lleva el nombre de Eugen Millington-Drake.
Fui incluso uno de los tantos distinguidos socios del Montevideo Rowing Club, donde incluso hasta el día (2010) de hoy se exhibe un retrato suyo.